# Еквипотенција
За два скупа A и B каже се да су еквипотентни или да имају исту моћ ако и само ако постоји бијекција f : A→B, и обично се означава са A ≈ B. 
Релација ≈ је релација еквиваленције, односно за све скупове важи:
- рефлексивност: А≈А
- симетричност: А≈B ⇒ B≈A
- транзитивност: (A≈B ∧ B≈C) ⇒ A≈C

Еквипотентни скупови имају међусобно једнаке кардиналне бројеве.